# Tresserve
Tresserve è un comune francese di 3 273 abitanti situato nel dipartimento della Savoia della regione dell'Alvernia-Rodano-Alpi.

## Origini del nome
Il nome del paese deriva dal latino trans silvam, "al di là del bosco": boschi di castagni separavano infatti il paese dai comuni circostanti.

## Società

### Evoluzione demografica
Abitanti censiti